# Pleurothallis melanosticta
Pleurothallis melanosticta är en orkidéart som beskrevs av Carlyle August Luer. Pleurothallis melanosticta ingår i släktet Pleurothallis och familjen orkidéer. Inga underarter finns listade i Catalogue of Life.